# رزم رستم و خاقان چین
رزم رستم و خاقان چین داستانی پهلوانی دارای ۴۰۹ بیت در شاهنامه است. خاقان چین با سپاهش به یاری تورانیان به هماون آمد تا با سپاه ایران بجنگد ولی در نبردی که درگرفت، سه تن از سرداران خود یعنی اشکبوس و کاموس و چنگش را از دست داد. آنگاه خود با سپاهش به لشکر ایران تاخت و چون کاری از پیش نبرد به رستم پیشنهاد آشتی کرد ولی رستم نپذیرفت و به نبرد ادامه داد تا به خود خاقان که بر فیلی سپید سوار بود، دست یافت و او را با کمند به بند آورد.